# كأس ألبانيا 1948
كأس ألبانيا 1948 (بالألبانية: Kupa e Republikës 1948‏) هو موسم من كأس ألبانيا. أشرف على تنظيمه اتحاد ألبانيا لكرة القدم، وفاز فيه بارتيزاني تيرانا.